# هانا بوز
هانا بوز (انگلیسی: Hanna Busz؛ زادهٔ ۲۳ نوامبر ۱۹۴۰) بازیکن والیبال اهل لهستان است.